# Rygarby
Rygarby [pronunciación en polaco: /rɨˈɡarbɨ/] (en alemán: Rückgarben) es un pueblo ubicado en el distrito administrativo de Gmina Sępopol, dentro del condado de Bartoszyce, Voivodato de Varmia y Masuria, en el norte de Polonia, cerca de la frontera con el Óblast de Kaliningrado de Rusia. Se encuentra a unos 5 kilómetros al suroeste de Sępopol, a 11 kilómetros al este de Bartoszyce, y a 59 kilómetros al noreste de la capital regional Olsztyn.
El pueblo tiene una población de 333.